# 3. pehotni polk (Avstro-Ogrska)
Za druge 3. polke glejte 3. polk.
3. pehotni polk (izvirno nemško Infanterie-Regiment Nr. 3) je bil pehotni polk Avstro-ogrske skupne vojske.

## Poimenovanje
- Infanterie-Regiment »Carl von Lothringen (1780)[4] (1763)
- Mährisches Infanterie-Regiment »Erzherzog Carl« Nr. 3/Moravski pehotni polk »Nadvojvoda Karl« št. 3 (1780)[4]
- Infanterie Regiment Nr. 3 (1915 - 1918)

## Zgodovina
Polk je bil ustanovljen leta 1715. 

### Prva svetovna vojna
Polkovna narodnostna sestava leta 1914 je bila sledeča: 83 % Čehov, 10 % Madžarov in 7 % drugih. Naborni okraj polka je bil v Kroměřížu, pri čemer so bile polkovne enote garnizirane sledeče: Těšín (štab, II. in III. bataljon), Kroměříž (4. bataljon) in Doboj (1. bataljon).
V sklopu t. i. Conradovih reform leta 1918 (od junija naprej) je bilo znižano število polkovnih bataljonov na 3.

## Organizacija
1918 (po reformi)
- 1. bataljon
- 2. bataljon
- 3. bataljon

## Poveljniki polka
- 1859: Eduard Spilberger von Spilwall[8]
- 1865: Eduard Spilberger von Spilwall[9]
- 1879: Hugo von Henriquez[10]
- 1908: Johann Eisler von Eisenhort[11]
- 1914: Heinrich von Testa[1]